# Каеи
Каеи (嘉永) је јапанска ера (ненко) која је настала после Кока и пре Ансеи ере. Временски је трајала од фебруара 1848. до новембра 1854. године и припадала је Едо периоду. Владајући монарх био је цар Комеи.
Име ере Каеи у преводу значи "вечна срећа", а именована је како би се обележио почетак владавине цара Комеија. 

## Важнији догађајиКаеиере
- Јул 1848.  (Каеи 1): Раналд Макдоналд, [рођен 1824. у Асторији, Орегон] напушта китоловац Плимут и у малом чамцу долази до острва Ришири где је ухапшен због повреде сакоку политике. Из Риширија је пребачен у Нагасаки где је почео да подучава енглески језик а међу ученицима био је и Еиносуке Моријама који је касније постао преводилац за јапанску владу при доласку адмирала Перија у земљу. Макдоналд се данас у Јапану сматра првим страним учитељем енглеског језика у земљи.[3]
- 1849. (Каеи 2): Холандски лекар Мохнике у Деџими показује принцип вакцинације.[4]
- Јул 1853. (Каеи 6): Адмирал Метју Пери, са својом флотом од четири бојна брода улази у воде Јапана.[5]
- 1854. (Каеи 7): Адмирал Пери се поново враћа у Јапан и под претњом силе приморава владу да потпише споразум из Канагаве.[6]
- 2. мај 1854. (Каеи 7, шести дан четвртог месеца): Избија пожар у области Сенто који убрзо гута и царску палату. Цар је приморан да оде за Шимокан а затим и у Шогоин где борави неко време до поновне изградње царске резиденције.[7]
- 4-7. новембар 1854. (Каеи 7): Велики Нанкаидо земљотрес и цунами убијају 80.000 људи. Временска непогода односи и амерички конзулат што многи тумаче као незадовољство богова.[8]
- 1854. (Каеи 7, двадесетседми дан једанаестог месеца): Име ере се мења у Ансеи што значи "мирна влада" у нади да ће нова ера бити почетак безбрижнијег периода. Као повод за промену ере узима се догађај уништења царске палате у пожару.[2]

Током Каеи ере шогунат улаже у ватрено наоружање купујући пушке и подржавајући њихову израду.